# Кру Сен Пјер
Кру Сен Пјер (фр. Crouy-Saint-Pierre) насеље је и општина у североисточној Француској у региону Пикардија, у департману Сома која припада префектури Амјен.
По подацима из 2011. године у општини је живело 329 становника, а густина насељености је износила 31,3 становника/km². Општина се простире на површини од 10,51 km². Налази се на средњој надморској висини од 14 метара (максималној 96 m, а минималној 10 m).

## Демографија
| 1962. | 1968. | 1975. | 1982. | 1990. | 1999. | 2011. |
| ----- | ----- | ----- | ----- | ----- | ----- | ----- |
| 197   | 202   | 228   | 229   | 285   | 303   | 329   |

График промене броја становника у току последњих година